# Valery Kobelev
Valeri Kobelev (né le 4 mars 1973 à Kalouga) est un ancien sauteur à ski russe.

## Palmarès

### Jeux olympiques
| Épreuve / Édition | Nagano 1998 | Salt Lake City 2002 |
| Petit tremplin    | 54e         | 29e                 |
| Grand tremplin    | 35e         | 17e                 |

### Championnats du monde
| Épreuve / Édition | Ramsau 1999 | Val di Fiemme 2003 |
| Petit tremplin    | 36e         | 33e                |
| Grand tremplin    | 26e         | 39e                |

### Coupe du monde
- Meilleur classement final: 21e en 2002.
- Meilleur résultat: 5e.